# 東大阪市立郷土博物館
東大阪市立郷土博物館（ひがしおおさかしりつきょうどはくぶつかん）は大阪府東大阪市にある博物館。2023年（令和5年）3月31日をもって休館。

## 概要
1972年（昭和47年）に、東大阪市教育委員会が開館。その後、1996年（平成8年）からは財団法人東大阪市文化財協会が管理・運営を行い、2006年（平成18年）には指定管理者制度を導入して財団法人東大阪市施設利用サービス協会（現在は公益財団法人東大阪市文化振興協会）が管理・運営している。
生駒山麓の西側斜面に立地しており、敷地内や周辺には6世紀後半から7世紀はじめにかけて築かれた山畑古墳群がある。
主要な展示内容は、東大阪市域の考古資料と、市民から寄贈された民具資料である。館内には「かわちのくに」という常設展示があり、旧石器時代から明治時代以降までの8つのコーナーに分けられ、時代ごとの民俗資料を展示している。江戸時代から明治時代にかけて特産品であった河内木綿の復興にも取り組んでおり、民有地を借りた綿の栽培や種の配布などを行ってきた。河内木綿の製造に使われた機織り機やつむぎ車、綿の作り方などを「かわちのくに」内で展示している。

## 利用情報
- 開館　9時30分～16時30分（入館は16時半まで）
- 休館　毎週月曜日・祝日の翌日、年末年始の展示替え期間中
- 入館料[5][6]
  - 一般 100円
  - 大学生・高校生 50円
  - 中学生・小学生 30円
  - その他、団体は割引。特別展は別料金の場合もあり。

## 周辺
- 山畑古墳群
- 瓢箪山稲荷神社

## 交通アクセス
- 近鉄奈良線瓢箪山駅より東南東へ徒歩約20分